# Affari in grande
Affari in grande o Grandi affari (Big Business) è un cortometraggio muto del 1929 diretto da James W. Horne. É il penultimo film muto della coppia Stanlio e Ollio.

## Trama
Stanlio e Ollio sono due venditori porta a porta di alberi di Natale in California. Le cose non vanno bene alla prima porta a cui bussano e neppure alla seconda, dove un collerico ometto li respinge con mal garbo. I due vorrebbero andarsene ma un ramo dell'abete che recano con loro s'impiglia nello stipite della porta e così Ollio è costretto a bussare di nuovo per farsi aprire la porta e poi ancora ed ancora perché Stanlio non è abbastanza svelto nel liberare il ramo e quando, finalmente ci riesce, è il suo cappotto a restare impigliato e poi, di nuovo, l'albero e, ogni volta Ollio suona alla porta per farla aprire dal proprietario che s'infuria sempre di più, finché prende l'abete e lo scaglia lontano. Non curante di tutto ciò, Stanlio ha l'idea di provare a vendere, sempre allo stesso malcapitato, l'albero di Natale dell'anno successivo. L'uomo non risponde di no ma dice a Stanlio di aspettare sull'uscio. Rientrato, ritorna con delle cesoie con cui fa a pezzi l'abete che i due avrebbero voluto vendergli. La situazione degenera presto in una incredibile crescendo di distruzioni reciproche: il padrone di casa inizia tagliando la cravatta e la camicia di Ollio mentre i due rispondono prendendo a danneggiargli la casa. Poi, l'uomo inizia a demolire pezzo dopo pezzo l'auto dei due amici ed a causarne, infine, l'esplosione per poi passare alla distruzione degli abeti trasportati, comportandosi con il passare dei minuti sempre più come un invasato in preda ad una furia cieca e crescente ed ingaggiando dei veri e propri "corpo a corpo" con gli incolpevoli alberi. Dal canto loro, Stanlio e Ollio si danno da fare per distruggere la casa del loro nemico. Fanno, quindi, a pezzi la porta d'ingresso, abbattono gli alberi del giardino, distruggono le aiuole ed il prato, sfondano le finestre ed ogni cosa a portata di mano, scaraventano il mobilio al di fuori della finestra, mandano in frantumi vasi e suppellettili, abbattono il camino per concludere spingendo all'esterno il pianoforte e fracassandolo del tutto. A guardare l'incredibile scena, oltre ad una folla sempre più numerosa, è anche un poliziotto che non interviene ma si limita ad annotare tutto quanto sta accadendo. Poi, finalmente, decide di intervenire e, in sua presenza, i tre protagonisti sembrano pentirsi di ciò che hanno fatto e riappacificarsi, arrivando fino a commuoversi alle lacrime e coinvolgendo, in questo, anche l'agente. Stanlio, addirittura, offre un sigaro, in segno di pace, al proprietario della casa ormai semidistrutta e gli augura pure "Buon Natale". Tuttavia, appena il poliziotto, ancora piangendo, sale sulla sua auto, i due eroi smettono di piangere e non si trattengono dal ridere. Accortosi di questo, il tutore dell'ordine capisce di essere stato preso in giro ad inizia a rincorrerli mentre il padrone di casa si accende il sigaro, truccato, che gli esplode fra le mani.

## Produzione
Il film fu girato nel 1928, ma ebbe la sua prima solo il 20 aprile 1929.
Il produttore Hal Roach acquistò una casa al 10281 di Dunleer Drive a Cheviot Hills, Los Angeles, da un dipendente dello studio in modo da poterla distruggere nel film. Secondo Roach, il cast e la troupe durante le riprese demolirono per caso la casa accanto, ma Stan Laurel disse che era una montatura.
Per le scene della prima casa fu scelta la 3404 di Caroline Avenue, a Culver City.

## Riconoscimenti
Nel 1992 è stato scelto per la conservazione nel National Film Registry della Biblioteca del Congresso degli Stati Uniti.

## Versione sonora RAI
Negli anni '80 il film è stato reso sonoro grazie a Enzo Garinei e Giorgio Ariani che doppiavano Stanlio e Ollio leggendo a voce alta gli intertitoli.